# Notolaemus unifasciatus
Notolaemus unifasciatus is een keversoort uit de familie dwergschorskevers (Laemophloeidae). De wetenschappelijke naam van de soort werd in 1804 gepubliceerd door Latreille.